# Brandbeveiliging
Brandbeveiliging is het te nemen pakket aan maatregelen ter bescherming tegen het uitbreken van brand. Dit kan preventief door preventieve maatregelen te treffen, of reactief door maatregelen te treffen waardoor een ontstane brand snel kan worden geblust.

## Preventief
Preventieve maatregelen kunnen al worden toegepast bij de bouw. Een te bouwen bouwwerk dient aan meerdere eisen te voldoen: bouwkundig, gezondheidsaspecten en brandveiligheid. Op het gebied van brandveiligheid worden eisen gesteld ten aanzien van de te gebruiken materialen, brandbaarheid en rookvorming. Maar ook naar de compartimentering van een bouwwerk,vluchtwegen en vluchtcapaciteit. Tevens worden er eisen gesteld aan branddetectiesystemen. Dat kan volstaan met enkel rookmelders, maar zou ook een brandmeldinstallatie kunnen voorschrijven. Dit is geheel afhankelijk van de gebruiksfunctie van het gebouw, en de zelfredzaamheid van de gebruikers.

## Reactief
Door het formeren van een bedrijfshulpverlening (BHV) of een (bedrijfs-)brandweer kan men ook maatregelen treffen om heel snel een ontstane brand te bestrijden. Dit kan door het opstellen van noodplannen, protocollen en aanstellen van opgeleid BHV-/brandweerpersoneel.
Ook een blusgasinstallatie of sprinklerinstallatie kan gezien worden als reactieve brandbeveiliging.